# Little Kiska
Little Kiska (Kangchix in lingua aleutina) è una piccola isola che fa parte delle isole Rat, un gruppo  delle Aleutine occidentali e appartiene all'Alaska (USA). Si trova a est dell'isola di Kiska.

## Storia
Little Kiska è stata così chiamata nel 1836, per distinguerla dalla grande Kiska, dal capitano Litke della Marina imperiale russa.
L'isola fu occupata dai giapponesi nel giugno 1942, durante la Seconda guerra mondiale, che abbandonarono il territorio nel mese di agosto del 1943, dieci giorni prima della liberazione da parte degli alleati.